# André Lwoff
André Michel Lwoff (8. svibnja, 1902. – 30. rujna, 1994.) bio je francuski mikrobiolog koji je 1965.g. zajedno s François Jacobom i Jacques Monodom dobio Nobelovu nagradu za fiziologiju ili medicinu za otkrića koja se odnose na genetsku kontrolu enzima i sintezu virusu.

## Vanjske poveznice
- (engl.)Nobelova nagrada - životopis